# 上東川町
上東川町（かみひがしがわちょう）は、愛知県愛西市の地名。

## 地理
旧八開村北東端部に位置する。東から北は稲沢市、西は鵜多須町、南は下東川町に接する。

### 河川
- 領内川[1]

## 歴史

### 人口の変遷
国勢調査による人口および世帯数の推移。
| 1995年（平成7年）  | 53世帯 240人 |  |
| 2000年（平成12年） | 55世帯 215人 |  |
| 2005年（平成17年） | 56世帯 227人 |  |
| 2010年（平成22年） | 56世帯 227人 |  |
| 2015年（平成27年） | 61世帯 219人 |  |
| 2020年（令和2年）  | 63世帯 193人 |  |

### 沿革
- 2005年（平成17年）4月1日 - 海部郡八開村上東川が愛西市上東川町となる[WEB 3]。

## 施設
- 上東川排水機場[2]
- 曹洞宗円通寺[2]
- 真宗大谷派真友寺[2]
- 星大明神社[2]

### WEB
1. ↑  “愛知県愛西市の町丁・字一覧”.   人口統計ラボ. 2021年8月9日閲覧。
2. 1 2  総務省統計局 (2022年2月10日). “令和2年国勢調査の調査結果(e-Stat) - 男女別人口，外国人人口及び世帯数－町丁・字等” (CSV). 2023年8月2日閲覧。
3. 1 2  “愛知県愛西市の郵便番号一覧”.   日本郵便. 2022年1月3日閲覧。
4. ↑  “市外局番の一覧” (PDF).   総務省 (2022年3月1日). 2022年3月22日閲覧。
5. ↑  “ナンバープレートについて”.   一般社団法人愛知県自動車会議所. 2024年1月21日閲覧。
6. ↑  総務省統計局 (2014年3月28日). “平成7年国勢調査の調査結果(e-Stat) - 男女別人口及び世帯数 －町丁・字等” (CSV). 2021年7月20日閲覧。
7. ↑  総務省統計局 (2014年5月30日). “平成12年国勢調査の調査結果(e-Stat) - 男女別人口及び世帯数 －町丁・字等” (CSV). 2021年7月20日閲覧。
8. ↑  総務省統計局 (2014年6月27日). “平成17年国勢調査の調査結果(e-Stat) - 男女別人口及び世帯数 －町丁・字等” (CSV). 2021年7月21日閲覧。
9. ↑  総務省統計局 (2012年1月20日). “平成22年国勢調査の調査結果(e-Stat) - 男女別人口及び世帯数 －町丁・字等” (CSV). 2021年7月21日閲覧。
10. ↑  総務省統計局 (2017年1月27日). “平成27年国勢調査の調査結果(e-Stat) - 男女別人口及び世帯数 －町丁・字等” (CSV). 2021年7月21日閲覧。

### 書籍
1. 1 2 3  「角川日本地名大辞典」編纂委員会 1989, p. 1891.
2. 1 2 3 4  「角川日本地名大辞典」編纂委員会 1989, p. 1892.